# Újpesti Torna Egylet (vaterpolo)
UTE je mađarski vaterpolski klub iz grada Budimpešte, iz četvrti Újpest.

## Klupski uspjesi
Liga prvaka: 1994. 

LEN kup: 1993., 1997., 1999. 

Superkup Europe: 1994. 

Prvenstvo Mađarske: 1930., 1931., 1932., 1933., 1934., 1935., 1936., 1937., 1938., 1939., 1941., 1942., 1945., 1946., 1948., 1950., 1951., 1952., 1955., 1960., 1967., 1986., 1991., 1993., 1994., 1995.

Kup Mađarske: 1929., 1931., 1932., 1933., 1934., 1935., 1936., 1938., 1939., 1944., 1948., 1951., 1952., 1955., 1960., 1963., 1975., 1991., 1993. 